# 國吉清尚

國吉清尚（左）と島武己（右）

國吉清尚の焼締按瓶（大）

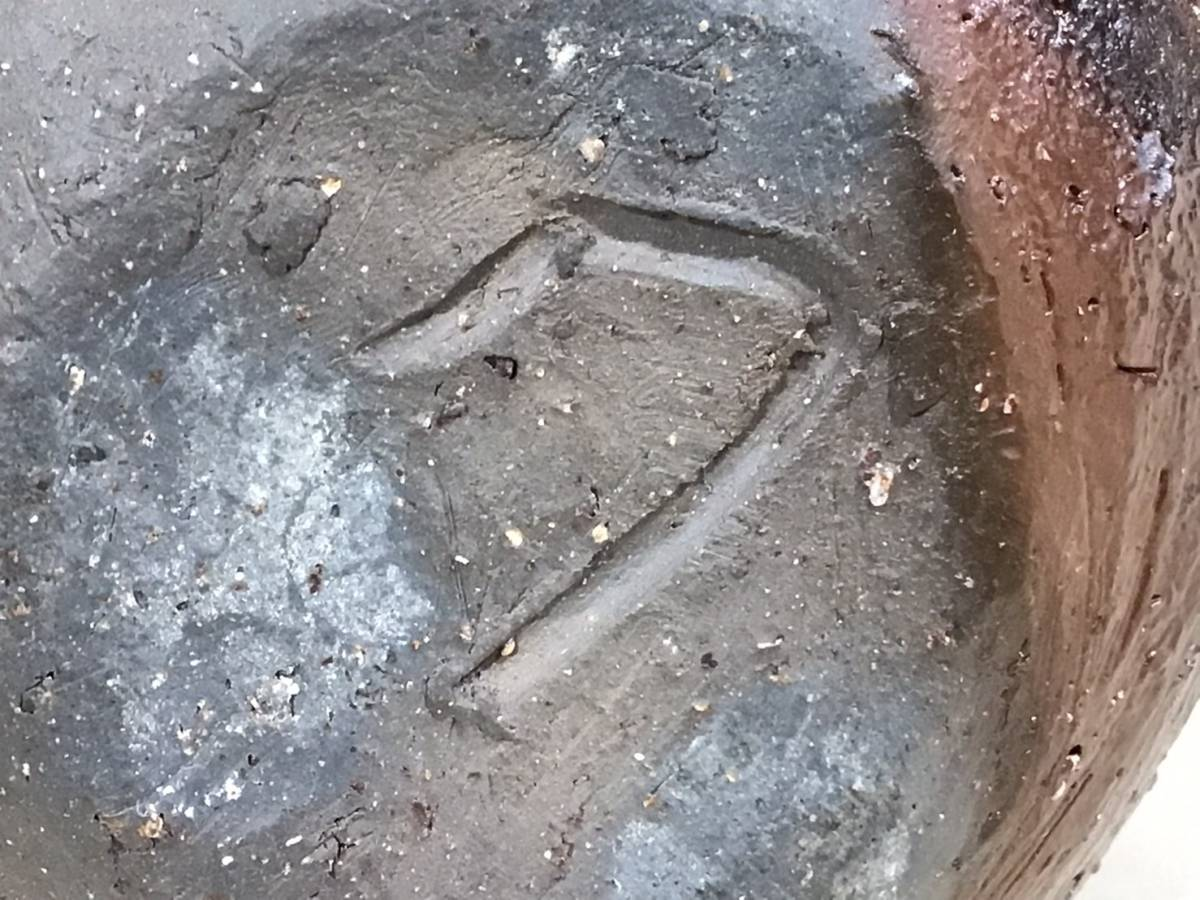
國吉清尚の焼締按瓶（大）の底

國吉 清尚（くによし せいしょう、1943年（昭和18年）9月28日 - 1999年（平成11年）5月10日）は首里城南殿生まれの陶芸家。（国吉清尚）
那覇高校卒業、1963年陶工として壺屋の陶工小橋川永昌に師事し、壺屋の修行時代に人間国宝濱田庄司と出会い、1966年栃木県益子の県立窯業指導所で神崎正樹の元で修行。濱田庄司、加守田章二に私淑。1968年沖縄に戻り読谷に自らの工房（ヒメハブ窯）を開いた。沖縄への帰郷時に浜田庄司からは何度か自宅まで来て引き留められる程見込まれていた。
1973年秦秀雄が清尚の窯を訪ねる。1975年秦秀雄が季刊「銀花」で紹介。
1992年に那覇で開かれた展覧会のタイトルが「僕ハモットツヨククナリタイ　國吉清尚黒陶展　華器　武器　秘器」であった。
1972年に 金城次郎が読谷村（国吉清尚工房の隣に）移転した時は「あなたが居たから僕らも読谷に来ることができた」（「あんたがいるからここにするさー」）と国吉に謝意を述べている。
国吉は骨董や古い陶器の欠片にも尋常ではない情熱を傾け、気に入ったモノは枕元に置き、目覚めては眺め、磨いては眺めを繰り返した。制作の時は、大作でもひと息で作り上げるような勢いであった。
國吉清尚は壺屋焼の窯元・仁王窯で修業を積み、その後、神崎正樹の元で学び、沖縄に戻ってからは読谷村を拠点に作陶を続けた。沖縄の土味を生かした焼き締めの作品を中心に、伝統に学びながら独自の作風を築き上げ、特にオブジェの制作では沖縄の陶芸界で先駆け的存在である。。
1972年、ハワイ生まれの日系3世のクレイトン・アマミヤは、外交官として沖縄に滞在し國吉に弟子入りする。また、ハワイへ帰国後の1975～1976年國吉はハワイへ渡り、クレイトンのために築窯をしている。
國吉は、三度の結婚・離婚をしている。
國吉は「作品は購入した人の手に渡れば、そこからは自由。こうして欲しいという執着はない」と述べている。
常に前へ前へ進む作家で、同じものは2度と造らないと言われるほどに意欲に富んだ作家であった。特に沖縄にある土などの材料すべてを練りこんだ焼き物を焼くべく研究を重ねていた。また、強いものに憧れ、自分の魂を吹き込むような作陶姿勢であったと言われている。「炎の陶芸家」とも言われ特異な作家であった。
また、武道家とも知られ、剛柔流七段（空手・読谷支部長）の猛者でもあった。

## 壺屋焼・読谷焼・読谷山焼
壺屋焼　：1682年～
読谷焼　：1968年～　（國吉清尚窯）・（金城次郎窯）
読谷山焼：1992年～　（北窯）・（松田米司、松田共司、宮城正享、興那原正守）

## 経歴
- 1961年（昭和36年） 壺屋にて小橋川永昌に師事
- 1962年（昭和37年） 日本大学文学部国文学科入学
- 1966年（昭和41年） 益子窯業指導所に入所
- 1966年（昭和41年）「第18回沖展」陶器部門『陶枕』奨励賞
- 1967年（昭和42年） 濱田庄司、加守田章二に師事
- 1968年（昭和43年） 読谷村に築窯
- 1975年（昭和50年） 丸紋土瓶が秦秀雄により季刊銀花で紹介される
- 1975年（昭和50年） ハワイ・オアフ島に築窯。ホノルルにて個展
- 1976年（昭和51年） 帰国後、前衛陶コラージュに取り組む
- 1981年（昭和56年） 第1回個展「現代の陶芸　國吉清尚作陶展（渚シリーズ）」（黒田陶苑2階サロン／東京銀座）
- 1981年（昭和56年） 写真展「わが冬の日の白昼夢」（国吉ギャラリー／那覇市）
- 1982年（昭和57年） 第2回個展「現代の陶芸　國吉清尚作陶展」（黒田陶苑2階サロン／東京銀座）
- 1984年（昭和59年） 第3回個展「現代の陶芸　國吉清尚作陶展（八重山シリーズ）」（黒田陶苑2階サロン／東京銀座）[10]。
- 1986年（昭和61年） 第4回個展「現代の陶芸　國吉清尚作陶展」（黒田陶苑2階サロン／東京銀座）
- 1991年（平成03年） 個展「國吉清尚陶芸展」（ギャラリー1956）
- 1992年（平成04年） 個展「僕ハモット強クナリタイ　國吉清尚黒陶展　華器　武器　秘器」（ギャラリー1956）
- 1997年（平成09年） 個展「國吉清尚　華器・食器展」（D's Gallery／那覇市）
- 1997年（平成09年） 日本文化振興会より「国際芸術文化賞」内定通知を受け取るが、対応せず
- 1998年（平成10年） 個展「國吉清尚華器展」（壺屋焼物博物館）
- 1998年（平成10年） 個展「國吉清尚酒器展　Part II」（大見屋・ギャラリーAKIBEYA II）
- 1999年（平成11年） 個展「國吉清尚　華器・酒器展　世紀末の卵シリーズ」（D's Gallery／那覇市）
- 2006年（平成18年） 國吉清尚回顧展（早稲田大学會津八一記念博物館）
- 2009年（平成21年） トーゲイテン　クニヨシセイショウ［酒器・華器・秘器］（galleryラファイエット・沖縄市）
- 2011年（平成23年） 個展「國吉清尚展―土と炎に生きた魂の軌跡―」（沖縄県立博物館・美術館）[11]
- 2013年（平成25年） ニューヨークの展示会へ「女性の裸体の胸部のオブジェ」出品
- 2018年（平成30年） 國吉清尚常設展示（galleryラファイエット・沖縄市）
- 2019年（令和01年） 個展「國吉清尚展」（壺屋焼物博物館）[12]
- 2019年（令和01年） 個展「國吉清尚展」（佐喜真美術館）
- 2020年（令和02年） 個展「國吉清尚陶芸展」（リウボウ美術サロン）
- 2021年（令和03年） 個展「國百清器」（galleryラファイエット・沖縄市）
- 2023年（令和05年） 個展「國吉清尚 supernatural」（galleryラファイエット・沖縄市）[13]
- 2024年（令和06年） 個展「國吉清尚展」（壺屋焼物博物館）
- 2025年（令和07年） 個展「國吉清尚作品展示会」（ピクチャーズドア（那覇市松尾））
- 2025年（令和07年） 監修（galleryラファイエット・沖縄市）で、國吉清尚作品集が発行される。

## 評伝・作品集
1981年の個展に添えて、加守田章二は「國吉は沖縄の王様のような顔をしている。学生時代より益子に来ては神崎さんの仕事場で主に食器類を作っていた。素直な心の通ったもので我が家では大変気に入り使わせてもらった。國吉は当時より古い工芸品に興味を持ち特に沖縄の古いものを沢山集めていた。益子の浜田庄司も國吉に大変興味を示していた。最近國吉が沖縄でオブジェを作っていると聞き少しびっくりした。作品を写真で見ただけだが、國吉の仕事だからきっと心の行き届いた温か味のあるものであろうと期待している」と述べている。

## 丹尾安典（早稲田大学）の國吉清尚研究
濱田庄司は國吉の弟の國吉清雲に「お兄さんは若手では益子で一番有望、沖縄に戻らないで益子に居るようにさせなさい」と述べているが、國吉清尚は沖縄に帰り読谷に窯を開いた。
1973年に秦秀雄が清尚の窯を訪ねる。秦秀雄は鹿児島で偶然目にした國吉の丸文土瓶に惚れ込み読谷に来た。「国吉は沖縄の手練れの伝統工芸家と思い込んでいたが、若い青年であった事に大変驚いた。」國吉は秦秀雄の陶芸雑誌での紹介により沖縄陶芸界の新鋭として脚光をあびた。しかし、國吉は伝統陶芸を極めた今、あえて前衛陶芸に傾倒した。
國吉は高評価を受けた真っただ中で日用雑器制作を捨て、オブジェにうちこむようになる。秦秀雄の評価に感銘を受けた黒田陶苑店主、黒田和哉は國吉の土瓶展を企画し1980年沖縄へ飛ぶが、彼の工房に土瓶は１点もなくオブジェの洪水に絶句する。これまでの作陶を一度ご破算にして０地点から新たに創造を開始した國吉清尚とは正に伝統工芸から前衛芸術までを一気に走り抜けた陶芸家であった。

## 2017年放映 開運！なんでも鑑定団において
國吉清尚は、生涯沖縄の土と格闘し続けた陶芸家である。
國吉の名を世に知らしめたのは、井伏鱒二の小説「珍品堂主人」のモデルの古美術研究家・秦秀雄である。秦は、鹿児島の料理店で偶然目にした國吉の何のてらいもない丸紋土瓶に惚れ込み、1975年発行の雑誌「銀花」でこれを激賞。國吉は沖縄陶芸界の新鋭として大きな脚光を浴びた。
だが、もとより売れることを目指す気は毛頭なかったため、すぐさま土瓶づくりはやめてしまい、その後は自らの思いを沖縄の土に練り込み炎に託して放出するかの如く、様々なオブジェに力を注いだ。その作陶は既成概念にとらわれず奔放で、例えば陶芸では通常数種類の土を混ぜて陶土とするが、國吉は土味を殺すからとこれをやめ、この土味を最大限に活かす焼締だけでなく、ガジュマルや琉球松の灰などでつくった釉薬を用いたり、海水の微量成分の釉薬効果を狙い珊瑚を作品の傍や中に置いたりもした。
他方、最も嫌ったのは狎れ (なれ) や媚 (こび) で、國吉の作陶は常に素手で白刃に立ち向かうかの如き緊張感に満ちている。そのため、一見無手勝流のようだが隙や遊びはなく、そのすべてに動と静、緩と急が呼吸の如く息づいている。しかし、國吉の感受性はガラスの如く繊細であり、実直・誠実・心根の大変優しい人柄であった。と述べられている。

## 土井善晴のやちむんマカイ
料理研究家の土井善晴は國吉作の茶碗、雑器類を中心に数十点を愛用している。土井はいつも箱書とか箱は要りません、そばに置いて使うので必要ないと述べている。（相対的な価値観ではなく絶対的な価値観で
國吉作品を蒐集している）。。

## 秦秀雄が丸紋土瓶と巡り合う
1971年末、鹿児島の郷土料理屋で土瓶に会う。この大胆な、そして不敵な面構えをした土瓶は、いったい誰がどこでいつ頃こしらえたものか？私は目を見張らずにおれなかった。日本全土、土瓶づくりに専念し、その美作に成功した陶人を私は知らない。とっくに諦めていた。そこへ思いもかけずにこの丸紋土瓶、びっくりした私は性急にその作家が誰であるか尋ねている。沖縄の国吉某の作とのこと。私は沖縄へ出かけて國吉さんを訪ねる。この佳作は沖縄の陶芸の伝統に根ざした手練れの老人の作に間違いないと確信した。今のうちに探し尋ねて会っておかなければならない。
そうして20幾つしかないという土瓶を二つ無理に譲り受けて東京へ帰る。
翌1972年の春に、沖縄へ行く。何処にも寄らずに國吉さん宅へ向かった。国吉清尚氏は、屈強な青年で空手六段。私が予想した、やがて滅びようとする伝統陶芸家ではなく、國吉さんによって発明工夫された土瓶工芸の新興開発者であった。図案が卓抜で多少粗暴な作り映え、それがこの土瓶に生気をもたらした。見て、使って、なんと快適な土瓶だろう。
一時話し込んで、國吉さんの陶房へ出向く、その時目についたものはみんな送り付けてもらって私はこれらを常用し、人にも吹聴して贈り物としたりした。
ちまたには、ろくでも無い物しかない。そんな時、なんと沖縄でこの土瓶が静かに作られていた。日本の新しい陶芸が誕生したのである。
この喜ばしい出来事が、沖縄の陶房に起こっていた。それは古作品にさえ見かけられない優品であった。年老いた伝統工芸に根ざした最後の一人に会いに行くと思いめぐらしていたが、年若い頑丈な陶人の開発工夫した新製どびんであった。
この洋々たる前途を抱えた陶人、私が沖縄で奇跡的に出会た国吉清尚さんであった。

## 中島誠之助の総評
國吉清尚 (くによしせいしょう)、生涯沖縄の土と格闘し続けた陶芸家。
1943年 (9月28日)、沖縄県那覇市 (生家は首里城南殿) の生まれ。高校生の頃から陶芸に興味を抱き、二十歳の時、壺屋焼の名工・小橋川永昌 (仁王窯) に弟子入り。すると一気に才能が開花し、二年後の沖展に出品した陶枕は奨励賞を受賞した。同年上京し、日本大学 (空手の推薦) に進学したが学校にはまったく通わず、栃木県益子町で修行。二年後故郷に帰る際は、濱田庄司がその才能を惜しみ引き留めたほどであった。沖縄では読谷村に窯を構え、試行錯誤の日々を続けた。
國吉の名を最初に世に知らしめたのは、井伏鱒二の小説「珍品堂主人」のモデルにもなった古美術研究家・秦秀雄である。秦は、鹿児島の料理店 (さつま路) で偶然目にした國吉の何のてらいもない丸紋土瓶に惚れ込み、1975年発行の雑誌「銀花」でこれを激賞。その結果、國吉は沖縄陶芸界の新鋭として大きな脚光を浴びたのであった。
しかし、もとより國吉には売れることを目指す気は毛頭なかったため、すぐさま土瓶づくりはやめてしまい、その後は自らの思いを沖縄の土に練り込み炎に託して放出するかの如く、様々なオブジェに力を注ぐようになった。当然、その作陶は既成概念にとらわれず奔放で、例えば陶芸では通常数種類の土を混ぜて陶土とするが、國吉は土味を殺すからとこれをやめ、この土味を最大限に活かす焼締だけでなく、ガジュマルや琉球松の灰などでつくった釉薬を用いたり、海水の微量成分の釉薬効果を狙い珊瑚を作品の傍や中に置いたりもした。
一方、最も嫌ったのは狎れ (なれ) や媚 (こび) で、國吉の作陶は常に素手で白刃に立ち向かうかの如き緊張感に満ちている。そのため、一見無手勝流のようだが隙や遊びはなく、そのすべてに動と静、緩と急が呼吸の如く息づいている。
しかし、その感受性はガラスの如く繊細だったのであろう。私生活は壮絶で、良き家庭人でありたいとの思いと、なまぬるい幸福を唾棄したいとの思いが交錯し、三度の結婚・離婚を繰り返す内、酒と睡眠薬に溺れ、1999年4月11日、丸く囲ったレンガの中に身を置き、灯油をかけて火を放った。覚悟の自殺か、はたまた自らの身体を陶器と見立てたのか。もちろんすぐさま病院に運ばれ、延命のため両脚が切断されたが、一ヶ月後 (5月10日) 帰らぬ人となった。享年56。(享年57・満55歳の誤り)

## 國吉清尚オマージュ展
2024年、カイカイキキギャラリーで開催された「國吉清尚オマージュ展」では、和田直樹、当真裕爾らの計らいで島武己のことも紹介された。清尚と武己は、沖縄の焼締陶作家の「龍と虎」。いずれも沖縄県外に出回る作品数の少なさゆえ、これまでほとんど知られていなかったが、ようやく光が当たるようになってきた。